# Sauvagesinella becki
Sauvagesinella becki là một loài bọ cánh cứng trong họ Bọ hung (Scarabaeidae).